# イーゴリ・レイズリン
イーゴリ・ドミトロヴィッチ・レイズリン（ウクライナ語: Ігор Дмитрович Рейзлін、英: Ihor  Dmytrovych Reizlin、1984年12月7日 - ）は、ウクライナのフェンシング選手。2021年開催の東京オリンピック男子エペ個人銅メダリスト。

## 経歴
1984年、モルダヴィア・ソビエト社会主義共和国のベンデルにて誕生。イゴーリの父であるドミトロ・ライズリンはフェンシングのコーチであり、イゴーリの個人的なコーチとなった。8歳でフェンシング選手を始めて、この時には住居をイズマイールに変えていた。ウクライナ国立体育スポーツ大学を卒業。イゴーリは父親のドミトロ・ライスリンから現在も訓練を受けている。イゴーリは既婚者で、2人の子供を持つ父親でもある。